# Цилиндрическая система координат

Точка в цилиндрических координатах.

Цилиндрической, или полуполярной, системой координат называют трёхмерную систему координат, являющуюся расширением полярной системы координат путём добавления третьей координаты (обычно обозначаемой {\displaystyle z}), которая задаёт высоту точки над плоскостью.
Точка {\displaystyle P} даётся как {\displaystyle (\rho ,\;\varphi ,\;z)}. В терминах прямоугольной системы координат:
- {\displaystyle \rho \geqslant 0} — расстояние от {\displaystyle O} до {\displaystyle P'}, ортогональной проекции точки {\displaystyle P} на плоскость {\displaystyle XY}. Или то же самое, что расстояние от {\displaystyle P} до оси {\displaystyle Z}.
- {\displaystyle 0\leqslant \varphi <360^{\circ }} — угол между осью {\displaystyle X} и отрезком {\displaystyle OP'}.
- {\displaystyle z} равна аппликате точки {\displaystyle P}.

При использовании в физических науках и технике международный стандарт ISO 31-11 рекомендует использовать обозначения {\displaystyle (\rho ,\;\varphi ,\;z)}.
Цилиндрические координаты удобны при анализе поверхностей, симметричных относительно какой-либо оси, если ось {\displaystyle Z} взять в качестве оси симметрии. Например, бесконечно длинный круглый цилиндр (цилиндрическая поверхность) в прямоугольных координатах имеет уравнение {\displaystyle x^{2}+y^{2}=c^{2}}, а в цилиндрических — очень простое уравнение {\displaystyle \rho =c}. Отсюда и идёт для данной системы координат имя «цилиндрическая».

## Переход к другим системам координат

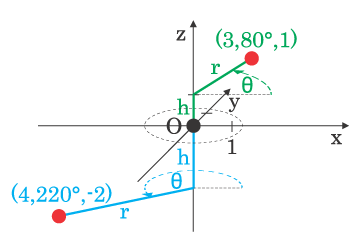
2 точки в цилиндрических координатах.

Поскольку цилиндрическая система координат — только одна из многих трёхмерных систем координат, существуют законы преобразования координат между цилиндрической системой координат и другими системами.

### Декартова система координат
Орты цилиндрической системы координат связаны с декартовыми ортами следующими соотношениями:
{\displaystyle {\begin{cases}{\vec {e}}_{\rho }=\cos \varphi {\vec {e}}_{x}+\sin \varphi {\vec {e}}_{y},\\{\vec {e}}_{\varphi }=-\sin \varphi {\vec {e}}_{x}+\cos \varphi {\vec {e}}_{y},\\{\vec {e}}_{z}={\vec {e}}_{z},\end{cases}}}
и образуют правую тройку:
{\displaystyle {\begin{cases}{\vec {e}}_{\rho }\times {\vec {e}}_{\varphi }={\vec {e}}_{z},\\{\vec {e}}_{z}\times {\vec {e}}_{\rho }={\vec {e}}_{\varphi },\\{\vec {e}}_{\varphi }\times {\vec {e}}_{z}={\vec {e}}_{\rho }.\end{cases}}}
Обратные соотношения имеют вид:
{\displaystyle {\begin{cases}{\vec {e}}_{x}=\cos \varphi {\vec {e}}_{\rho }-\sin \varphi {\vec {e}}_{\varphi },\\{\vec {e}}_{y}=\sin \varphi {\vec {e}}_{\rho }+\cos \varphi {\vec {e}}_{\varphi },\\{\vec {e}}_{z}={\vec {e}}_{z}.\end{cases}}}
Закон преобразования координат от цилиндрических к декартовым:
{\displaystyle {\begin{cases}x=\rho \cos \varphi ,\\y=\rho \sin \varphi ,\\z=z.\end{cases}}}
Закон преобразования координат от декартовых к цилиндрическим:
{\displaystyle {\begin{cases}\rho ={\sqrt {x^{2}+y^{2}}},\\\varphi =\mathrm {arctg} \left({\dfrac {y}{x}}\right),\\z=z.\end{cases}}}
Якобиан равен:
{\displaystyle J=\rho .}

## Дифференциальные характеристики
Цилиндрические координаты являются ортогональными, поэтому метрический тензор имеет в них диагональный вид:
{\displaystyle g_{ij}={\begin{pmatrix}1&0&0\\0&\rho ^{2}&0\\0&0&1\end{pmatrix}},\quad g^{ij}={\begin{pmatrix}1&0&0\\0&1/\rho ^{2}&0\\0&0&1\end{pmatrix}}.}
- Квадрат дифференциала длины кривой

{\displaystyle ds^{2}=d\rho ^{2}+\rho ^{2}\,d\varphi ^{2}+dz^{2}.}
- Коэффициенты Ламэ имеют вид:

{\displaystyle H_{\rho }=1,\quad H_{\varphi }=\rho ,\quad H_{z}=1.}
- Символы Кристоффеля {\displaystyle \{\rho ,\;\varphi ,\;z\}}:

{\displaystyle \Gamma _{22}^{1}=-\rho ,\quad \Gamma _{21}^{2}=\Gamma _{12}^{2}={\frac {1}{\rho }}.}
Остальные равны нулю.

### Дифференциальные операторы
Градиент в цилиндрической системе координат:
{\displaystyle \mathrm {grad} \,\psi ={\vec {e}}_{\rho }{\frac {\partial \psi }{\partial \rho }}+{\vec {e}}_{\varphi }{\frac {1}{\rho }}{\frac {\partial \psi }{\partial \varphi }}+{\vec {e}}_{z}{\frac {\partial \psi }{\partial z}}.}
Лапласиан в цилиндрической системе координат:
{\displaystyle \Delta \psi ={\frac {1}{\rho }}{\frac {\partial }{\partial \rho }}\left(\rho {\frac {\partial \psi }{\partial \rho }}\right)+{\frac {1}{\rho ^{2}}}{\frac {\partial ^{2}\psi }{\partial \varphi ^{2}}}+{\frac {\partial ^{2}\psi }{\partial z^{2}}}.}
Дивергенция в цилиндрической системе координат:
{\displaystyle \mathrm {div} \,{\vec {a}}={\frac {1}{\rho }}{\frac {\partial \rho a_{\rho }}{\partial \rho }}+{\frac {1}{\rho }}{\frac {\partial a_{\varphi }}{\partial \varphi }}+{\frac {\partial a_{z}}{\partial z}}.}
Ротор в цилиндрической системе координат:
{\displaystyle \mathrm {rot} \,{\vec {a}}=\mathrm {det} {\begin{pmatrix}{\frac {1}{\rho }}{\vec {e}}_{\rho }&{\vec {e}}_{\varphi }&{\frac {1}{\rho }}{\vec {e}}_{z}\\{\frac {\partial }{\partial \rho }}&{\frac {\partial }{\partial \varphi }}&{\frac {\partial }{\partial z}}\\a_{\rho }&\rho a_{\varphi }&\ a_{z}\end{pmatrix}}={\vec {e}}_{\rho }\left({\frac {1}{\rho }}{\frac {\partial a_{z}}{\partial \varphi }}-{\frac {\partial a_{\varphi }}{\partial z}}\right)+{\vec {e}}_{\varphi }\left({\frac {\partial a_{\rho }}{\partial z}}-{\frac {\partial a_{z}}{\partial \rho }}\right)+{\vec {e}}_{z}\left({\frac {1}{\rho }}{\frac {\partial \rho a_{\varphi }}{\partial \rho }}-{\frac {1}{\rho }}{\frac {\partial a_{\rho }}{\partial \varphi }}\right).}

## Выражения длярадиус-вектора,скоростииускоренияв цилиндрических координатах
{\displaystyle r(t)=\rho {\vec {e}}_{\rho }+z{\vec {e}}_{z}}
{\displaystyle {\dot {r}}(t)={\dot {\rho }}{\vec {e}}_{\rho }+\rho {\dot {\varphi }}{\vec {e}}_{\varphi }+{\dot {z}}{\vec {e}}_{z}}
{\displaystyle {\ddot {r}}(t)=({\ddot {\rho }}-\rho {\dot {\varphi }}^{2}){\vec {e}}_{\rho }+(2{\dot {\rho }}{\dot {\varphi }}+{\ddot {\varphi }}\rho ){\vec {e}}_{\varphi }+{\ddot {z}}{\vec {e}}_{z}}